# Maceió (Niterói)
Maceió é um bairro da Região de Pendotiba, na cidade de Niterói, estado do Rio de Janeiro, localizado no interior do maciço costeiro de Niterói a uma altitude de, aproximadamente, 230 m. Os primeiros moradores migraram de Alagoas para a cidade de Niterói e, ali se instalando, em homenagem a sua terra natal, puseram o nome de Maceió (capital de Alagoas) no território ainda inominado. O bairro de Maceió divide-se em Santo Inácio, Viração, Castrioto e Paineiras. Nele está localizado a Pedra de Santo Inácio e sua reserva florestal com trilhas para uma boa caminhada e bela vista de várias localidades de Niterói e São Gonçalo.   

## Demografia
- Área: 0,78 km2

- População: 4142 habitantes (IBGE 2000)

Localizado entre a zona de ocupação mais antiga e a Região Oceânica, Maceió possui pequena base territorial e tem como vizinhos os bairros de Cachoeiras, Cafubá, Cantagalo e Largo da Batalha.

## História

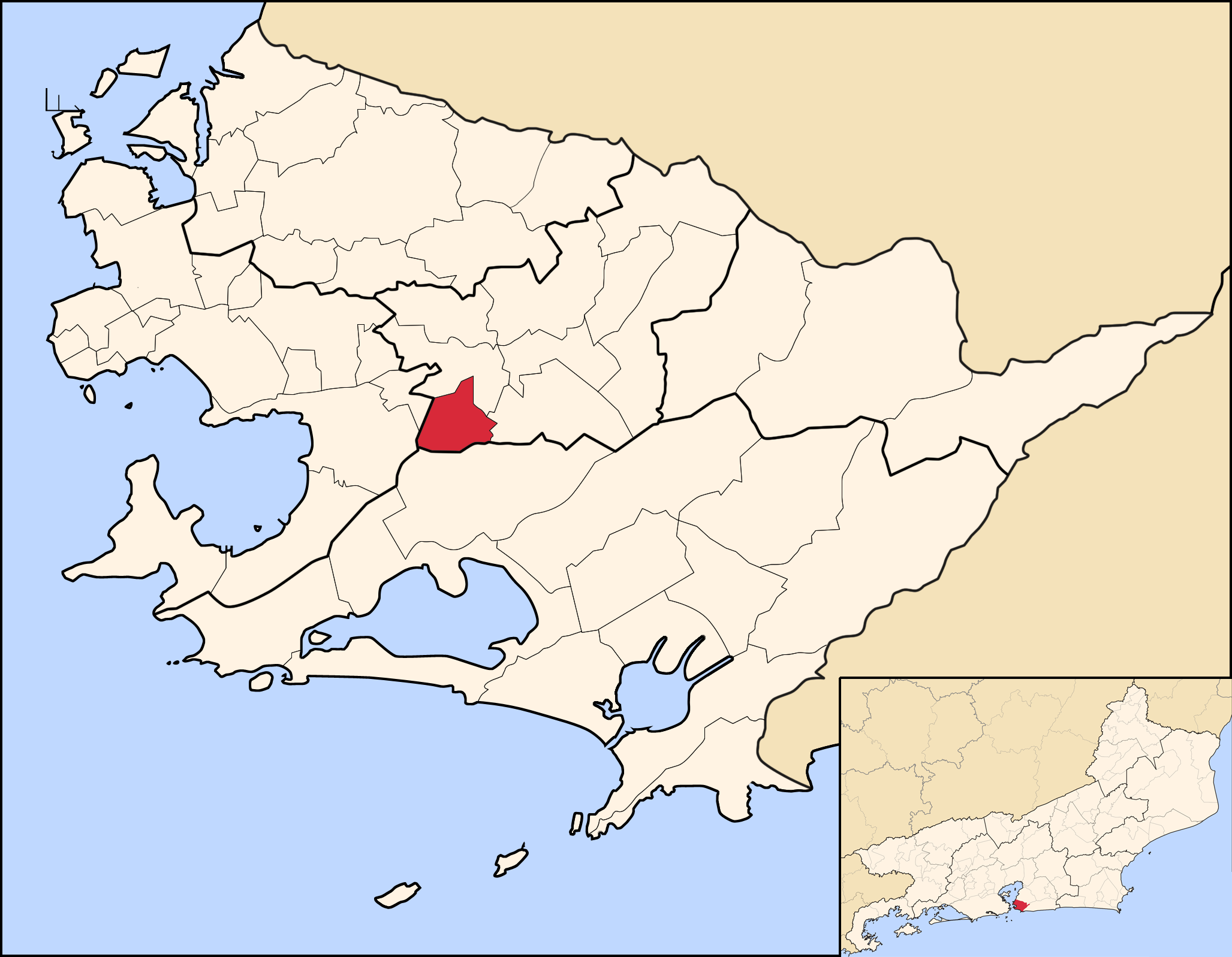
Localização do bairro de Maceió no município de Niterói.

Sua ocupação é antiga, embora de registros incertos. Sabe-se que toda essa área pertenceu a uma grande fazenda denominada Fazenda Piratininga, o que favoreceu ao surgimento do fenômeno da grilagem de terras no decorrer deste século. Os primeiros ocupantes foram perdendo sua condição de produtores livres e gradativamente assentando-se em áreas disponíveis.
Até as primeiras décadas do século XX a atividade econômica predominante era a agricultura de subsistência e a produção de carvão. Tendo em vista que a grande maioria dos pequenos produtores não possuía meios de transportes para escoar a produção, o intermediário, proprietário de carroças ou carro de carga, percorria os sítios nos quais recolhia o excedente comercializável e deixava outros produtos de caráter mais urbano. Tal agente era também um comerciante estabelecido no centro da região, provavelmente onde está localizado o bairro Largo da Batalha de hoje.

## População
Segundo o Censo Demográfico de 1991, a população do bairro de Maceió representa 0,94% da população de Niterói. Sua dinâmica demográfica apresentou nos períodos de 70/80 e 80/91, taxas de crescimento bastante expressivas. No período 70/80, a taxa anual foi elevada (10,16%), ocupando a 6ª posição entre os bairros de Niterói. Já no período seguinte, 80/91, houve redução da taxa para 4,39%, deixando o bairro na 8ª posição entre os demais.
O bairro  caracteriza-se pela população jovem, tendo em vista que mais da metade dos residentes têm até 29 anos de idade, 61,20%. A maior concentração se dá nas faixas de 10 a 29 anos (41,66%), o mesmo não acontecendo com os mais idosos, visto que a partir de 60 anos contamos com apenas 6,42% dos residentes.

## Lazer
O Parque da Cidade fica no bairro de São Francisco em Niterói. Não há ônibus que leve os turistas até o local, e um dos acessos ao local é pelo bairro de Maceió. Pode-se subir de veículos particulares, de bicicleta ou a pé. O local oferece a melhor vista de Niterói, de lá se avista as praias oceânicas, entre elas: Piratininga, Itaipú e Camboinhas.
É uma ótima opção para uma caminhada de cerca de 3.500 metros em meio à natureza. O trajeto é realizado pela estrada N. Senhora de Lourdes, que se inicia no Bairro do Maceió. O trajeto se inicia em uma rua residencial mas logo resta somente a natureza do parque. A estrada é larga o suficiente para trafegar automóveis e motocicletas, é muito usada por quem vai ao parque de bicicleta.